# Escuela Superior de Formación de Maestros Mariscal Sucre
La Escuela Superior de Formación de Maestros Mariscal Sucre o por sus siglas E.S.F.M. Mariscal Sucre, es una institución de educación superior pública dependiente del Ministerio de Educación de Bolivia, conocida también con el nombre de la «Normal de Sucre». Fue la primera institución nacional de maestros fundada en territorio nacional, Esta institución está encargada de la formación inicial de maestros.
Su sede se encuentra en la capital de Bolivia, Sucre.

## Historia
La Escuela Superior de Formación de Maestros Mariscal Sucre, fue fundada el 6 de junio de 1909 con el nombre de “Escuela formal de Profesores y Preceptores de la República de Bolivia”, bajo la Orden Suprema de 28 de marzo de 1909 en el Gobierno de Ismael Montes, consolidándose como “Escuela nacional de Maestros Mariscal Sucre”. Su primer director fue el pedagogo belga Georges Rouma graduado como institutor de la Escuela Nacional de Bruselas, Bélgica. Actualmente la Biblioteca de la E.S.F.M. Mariscal Sucre se llama "Georges Rouma" en honor a su fundador.
En el año 1924, bajo la administración del presidente Bautista Saavedra, por Decreto Supremo del 24 de mayo, fue declarado el 6 de junio como Día del Maestro en Bolivia, para hacer un homenaje a todos los maestros del país en memoria de la fundación de la “Escuela formal de Profesores y Preceptores de la República de Bolivia”.
En 1975, con la Ley de Escuelas Normales de Bolivia, se convierte en Escuela Normal Integrada Mariscal Sucre.
En 1997 con la implementación de la Ley 1565 de Reforma Educativa de 7 de julio de 1994, por Resolución Secretarial No. 78/97 se convierte en Instituto Normal Superior Mariscal Sucre, bajo la misma infraestructura, se crea la Universidad Pedagógica Nacional “Mariscal Sucre”, esta se transforma en una Institución de Educación Superior universitaria de Posgrado y se establece la creación de la Escuela Superior de Formación de Maestros “Mariscal Sucre”.